# Uhu
Der Uhu (Bubo bubo) ist eine Vogelart aus der Gattung der Uhus (Bubo), die zur Ordnung der Eulen (Strigiformes) gehört. Uhus haben einen massigen Körper und einen auffällig dicken Kopf mit Federohren. Die Augen sind orangegelb. Das Gefieder weist dunkle Längs- und Querzeichnungen auf. Brust und Bauch sind dabei heller als die Rückseite.
Der Uhu ist ein Standvogel, der bevorzugt in reich strukturierten Landschaften jagt. In Mitteleuropa brütet die Art vor allem in den Alpen sowie den Mittelgebirgen, daneben haben Uhus hier in den letzten Jahrzehnten aber auch das Flachland wieder besiedelt. Die Brutplätze finden sich vor allem in Felswänden und Steilhängen und in alten Greifvogelhorsten, seltener an Gebäuden oder auf dem Boden.

## Etymologie

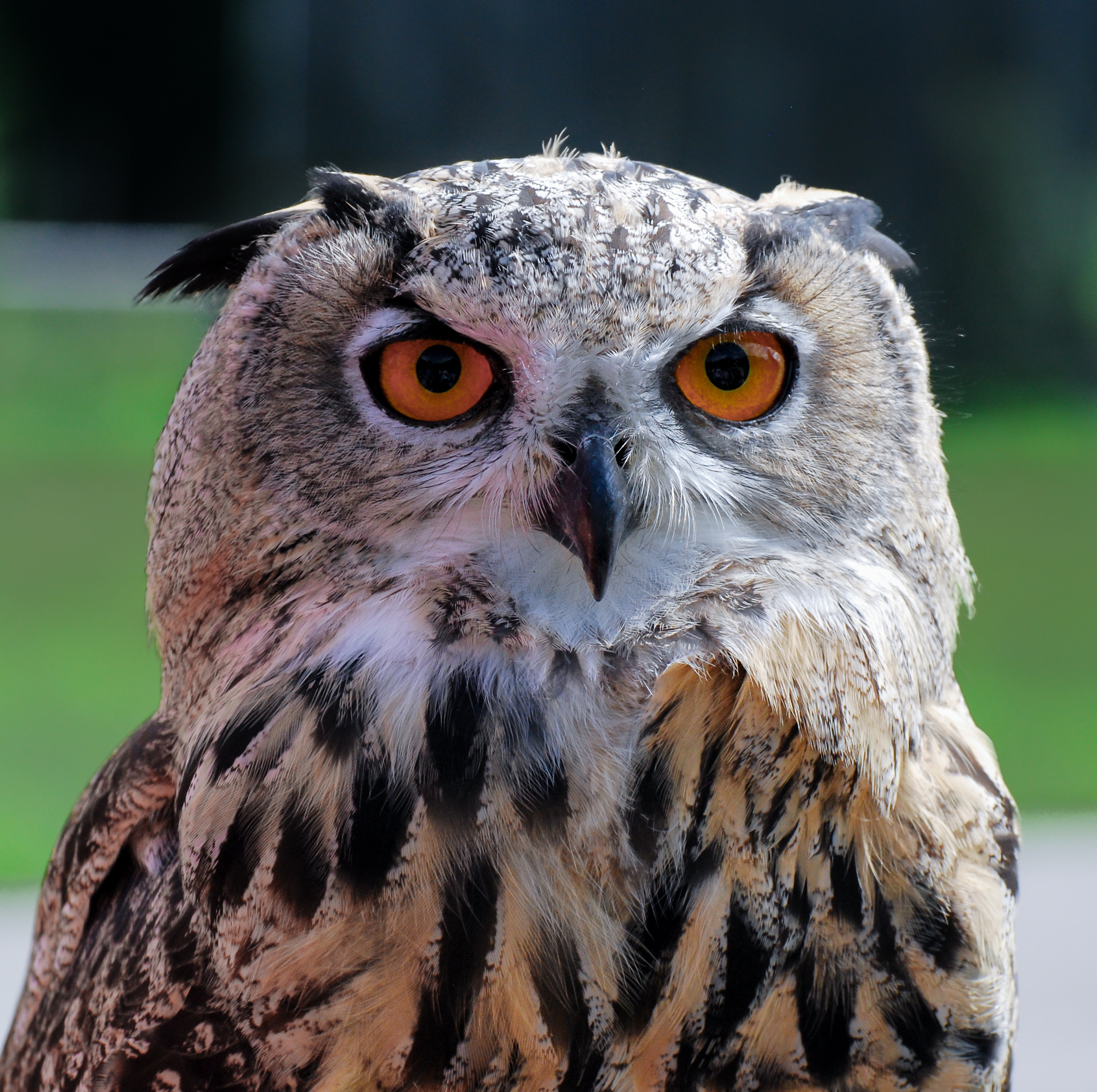
Porträt eines Uhus

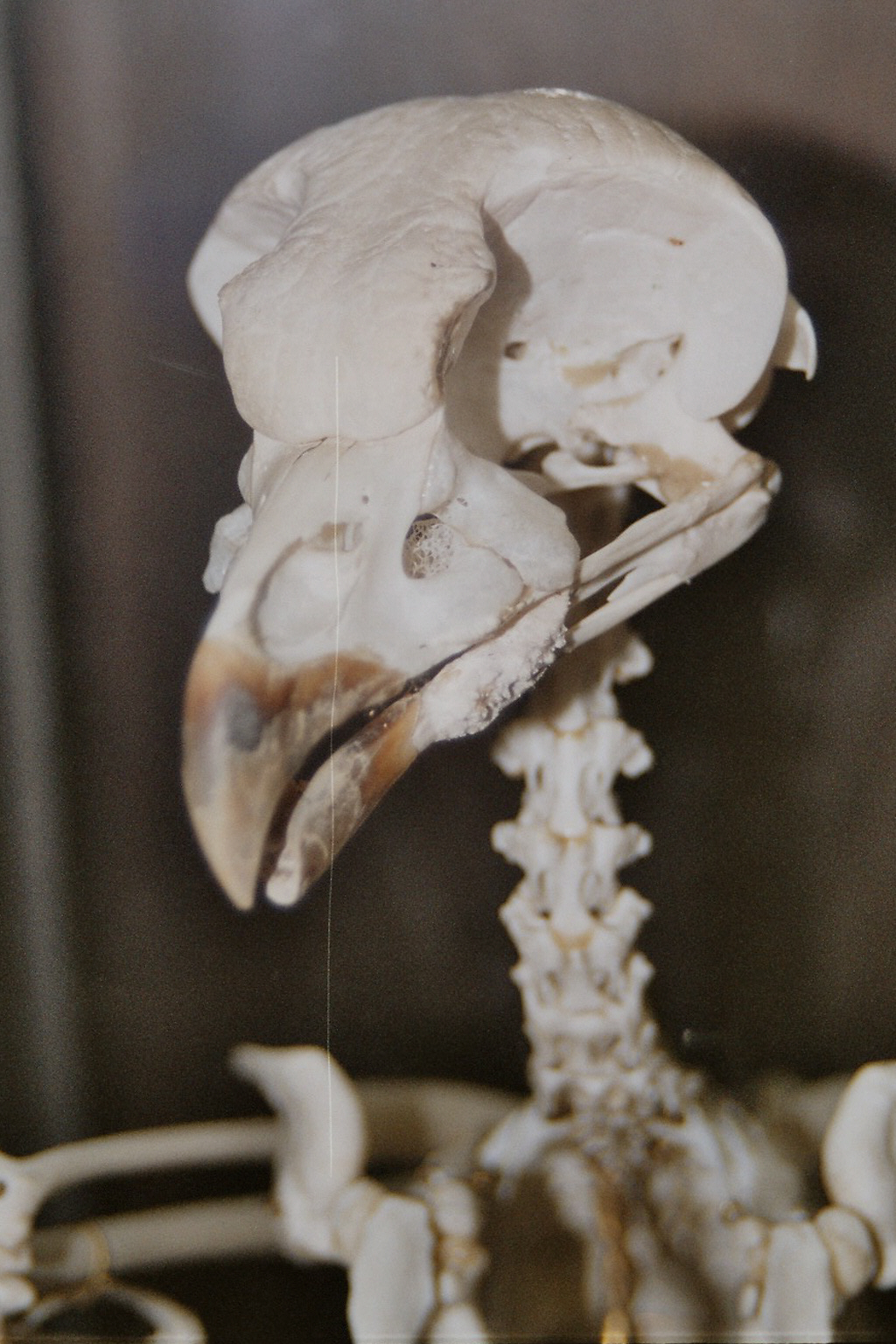
Kopfskelett eines Uhus

Der deutsche Name „Uhu“ geht wie viele seiner mundartlichen Entsprechungen, etwa „Schuhu“, auf den Eindruck seines Balzrufs zurück. Auch der Gattungsname „Bubo“ ist auf diesen charakteristischen Ruf zurückzuführen. Bezeugt ist der Name „Uhu“ für diese Eulenart seit dem 16. Jahrhundert. Das ostmitteldeutsche Uhu konnte sich gegenüber dem frühneuhochdeutschen Huhu durchsetzen. Andere Namen für den Uhu waren früher: Auf, Jutzeule, Huw, Huher, Nachthuri, Adlereule und Großherzog. Der Name „Großherzog“ wurde wohl durch die Beobachtung des Hassens auf ihn durch andere Vögel motiviert. Im Französischen wird er aus ähnlichen Gründen „grand-duc“ genannt. Der Uhu wurde früher auch häufig als König oder Herrscher der Nacht bezeichnet.

## Beschreibung
Der Uhu ist eine der größten rezenten Eulenarten der Welt, die Länge variiert von 59 bis 73 cm und die Spannweite von 138 bis 170 cm. Weibchen sind deutlich größer als Männchen (reverser Geschlechtsdimorphismus). Von Südwesten nach Nordosten zeigt die Art entsprechend der Bergmannschen Regel eine deutliche Größen- und Gewichtszunahme. Männchen aus Norwegen erreichen im Durchschnitt eine Körperlänge von 61 cm und wiegen zwischen 1800 und 2800 g, im Mittel 2450 g. Norwegische Weibchen haben im Durchschnitt eine Körperlänge von 67 cm und wiegen 2300 bis 4200 g, im Mittel 2990 g. Vögel aus Thüringen wiegen im Mittel 1890 g (Männchen), bzw. 2550 g (Weibchen). Die schwersten mitteleuropäischen Uhuweibchen wogen 3200 g. Der Größenunterschied zwischen Männchen und Weibchen zeigt sich auch bei der Flügelspannweite. Die Spannweite der Männchen beträgt durchschnittlich 157 cm, die der Weibchen 168 cm.
Der Kopf ist groß und hat auffallend lange Federohren. Diese stehen normalerweise schräg seitlich oder nach hinten ab. Der Uhu besitzt auch den für Eulen typischen Gesichtsschleier, der allerdings weniger stark ausgeprägt ist als beispielsweise bei der Waldohreule oder Schleiereule.
Das Körpergefieder ist in Mitteleuropa ein helles Braun mit dunkler Längs- und Querstreifung. Der Rücken ist dabei dunkler als der Bauch, auch die Flügelunterseiten sind heller befiedert. Die einzelnen Unterarten des Uhus unterscheiden sich in ihrer Körpergröße sowie in der Grundfärbung ihres Gefieders.

## Bestand und Verbreitung

Verbreitung des Uhus in Europa und Asien:
Ganzjähriges Vorkommen

Uhus gehören zu den Eulenarten mit einem sehr großen Verbreitungsgebiet. Sie sind sowohl in Nordafrika als auch in Europa und Asien beheimatet. In Europa fehlt die Art in der nördlichen Hälfte Frankreichs, in Irland, auf Island und den meisten Inseln des Mittelmeers. In Großbritannien gibt es nur 2 bis 10 Brutpaare, welche auf entflogene Uhus zurückgehen. Diese Wiedereinführung des Uhus auf den Britischen Inseln, nachdem dieser seit vielen Hunderten oder Tausenden Jahren dort nicht ansässig war, ist unter Ornithologen umstritten, da hierdurch gravierende Veränderungen der einheimischen Vogelwelt befürchtet werden. In Europa (ohne Russland) brüteten 2008 ca. 12.000 Brutpaare, davon 3300 in Mitteleuropa.
In Deutschland taxiert man die Zahl auf 2000 Brutpaare (2016), in Österreich auf mindestens 400 (2008), in der Schweiz auf etwa 100 Brutpaare (2008). Der Bestand des Uhus hat in Deutschland seit Mitte der 1980er Jahre aufgrund von Schutzmaßnahmen sowie durch Auswilderungsaktionen stark zugenommen. Allerdings sind in Europa, insbesondere in Westeuropa, große Gebiete im Flachland noch immer nicht wiederbesiedelt. Intensiv genutzte Agrarlandschaften werden ganz gemieden. Hingegen kommt es inzwischen zumindest in Einzelfällen zur Besiedlung von Städten und Ballungsgebieten. So brüten Uhus inzwischen mit mehreren Brutpaaren in Hamburg und Helsinki.

Klassifizierung gemäß IUCN

Auf der Roten Liste der IUCN wird die Art mit LC (Least Concern, englisch für nicht gefährdet) klassifiziert. Sie gehört zum Anhang I der EU-Vogelschutzrichtlinie (RL 79/409/EWG) und zum Anhang A der EU-Artenschutzverordnung.
In Deutschland steht die Art aufgrund vieler Vogelschutzmaßnahmen nicht mehr auf der Roten Liste. Sie zählt aber zu den besonders und streng geschützten Arten gemäß § 7 Abs. 2 Nr. 13 und 14 Bundesnaturschutzgesetz.

## Lebensraum

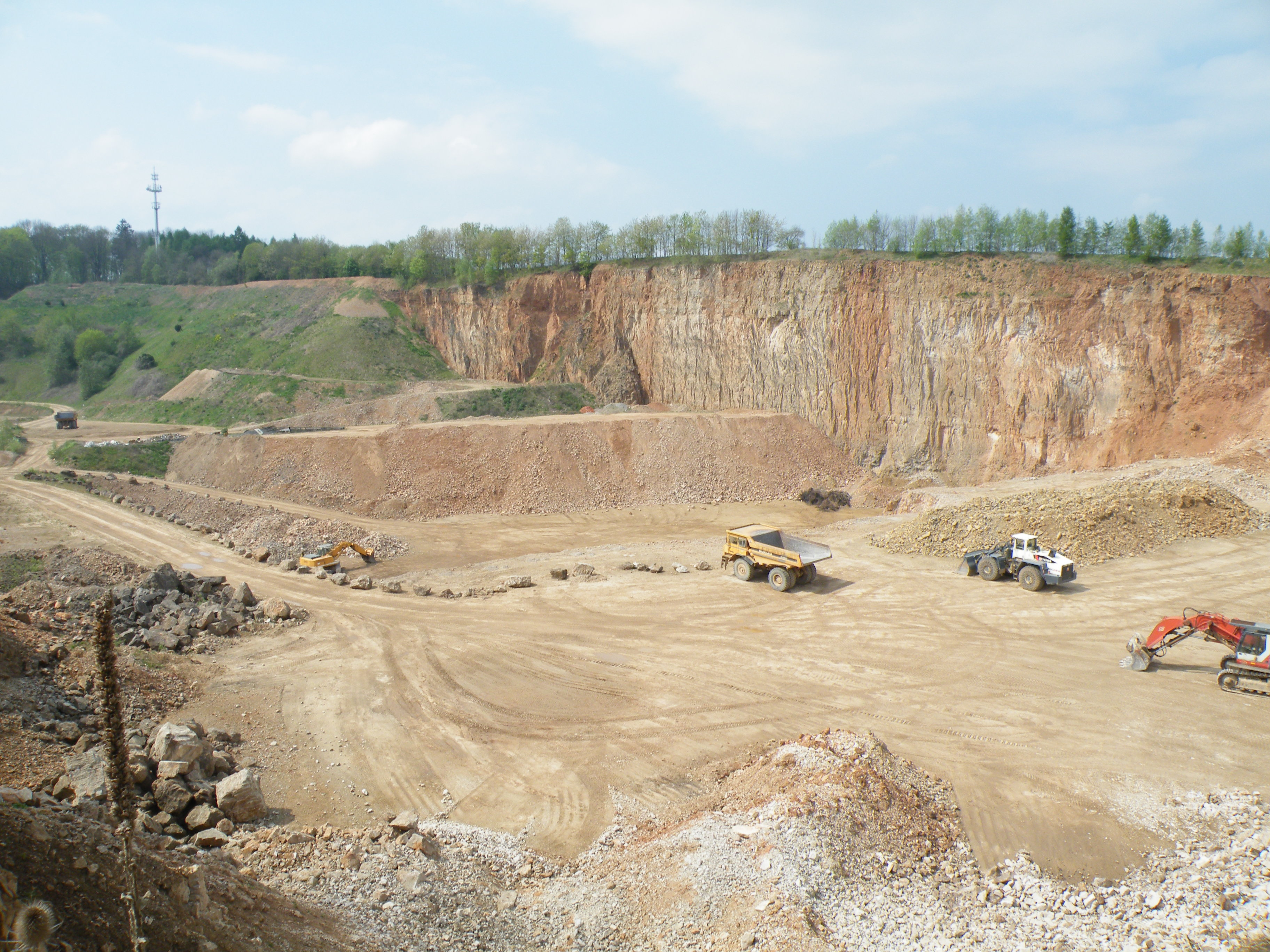
Blick auf einen Uhubrutplatz in einer Steinbruchfelswand, wo direkt unter dem Brutplatz bereits die Verkippung des Bruchs läuft

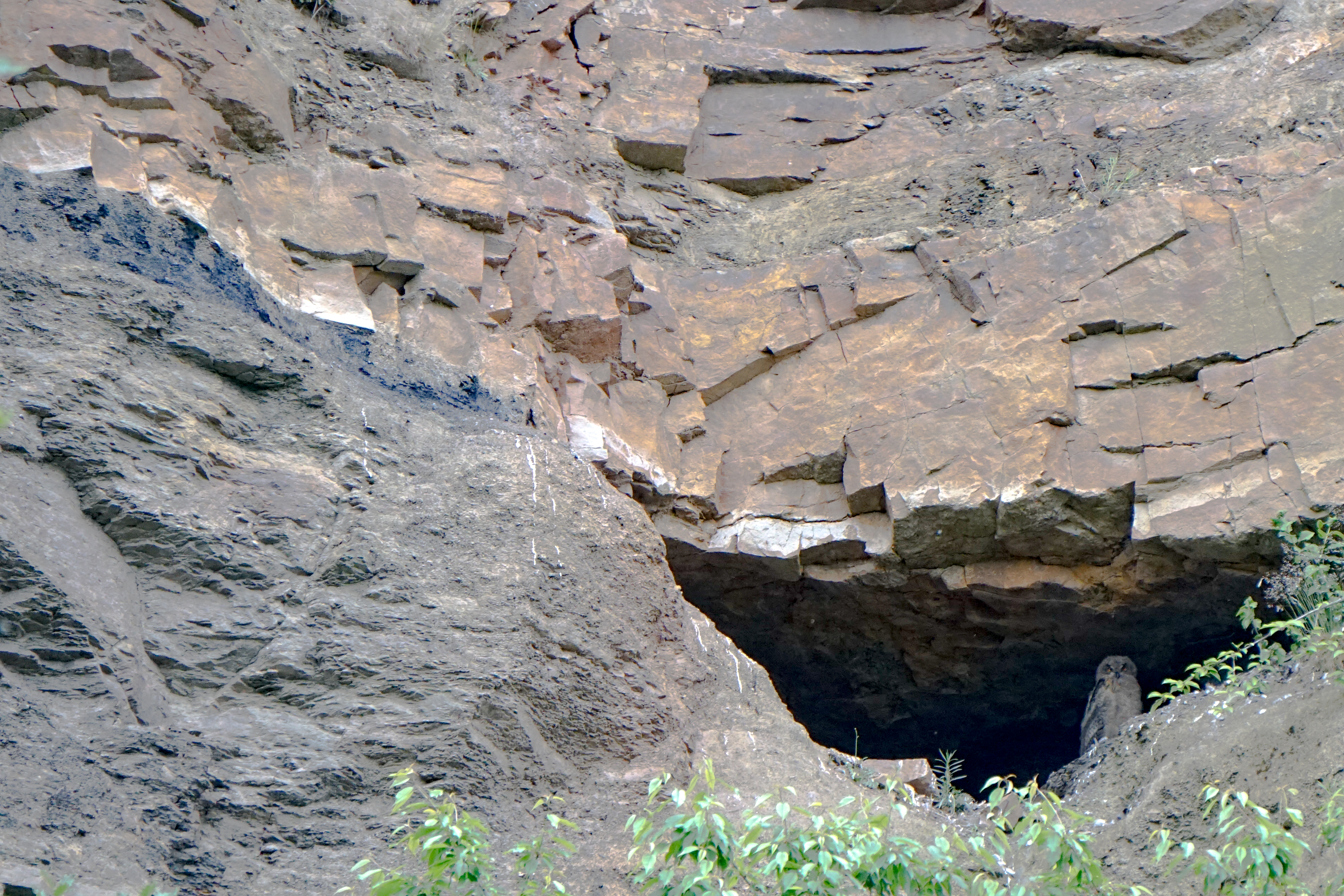
Junger Uhu im Steinbruch Dünkelberg im Muttental/Witten

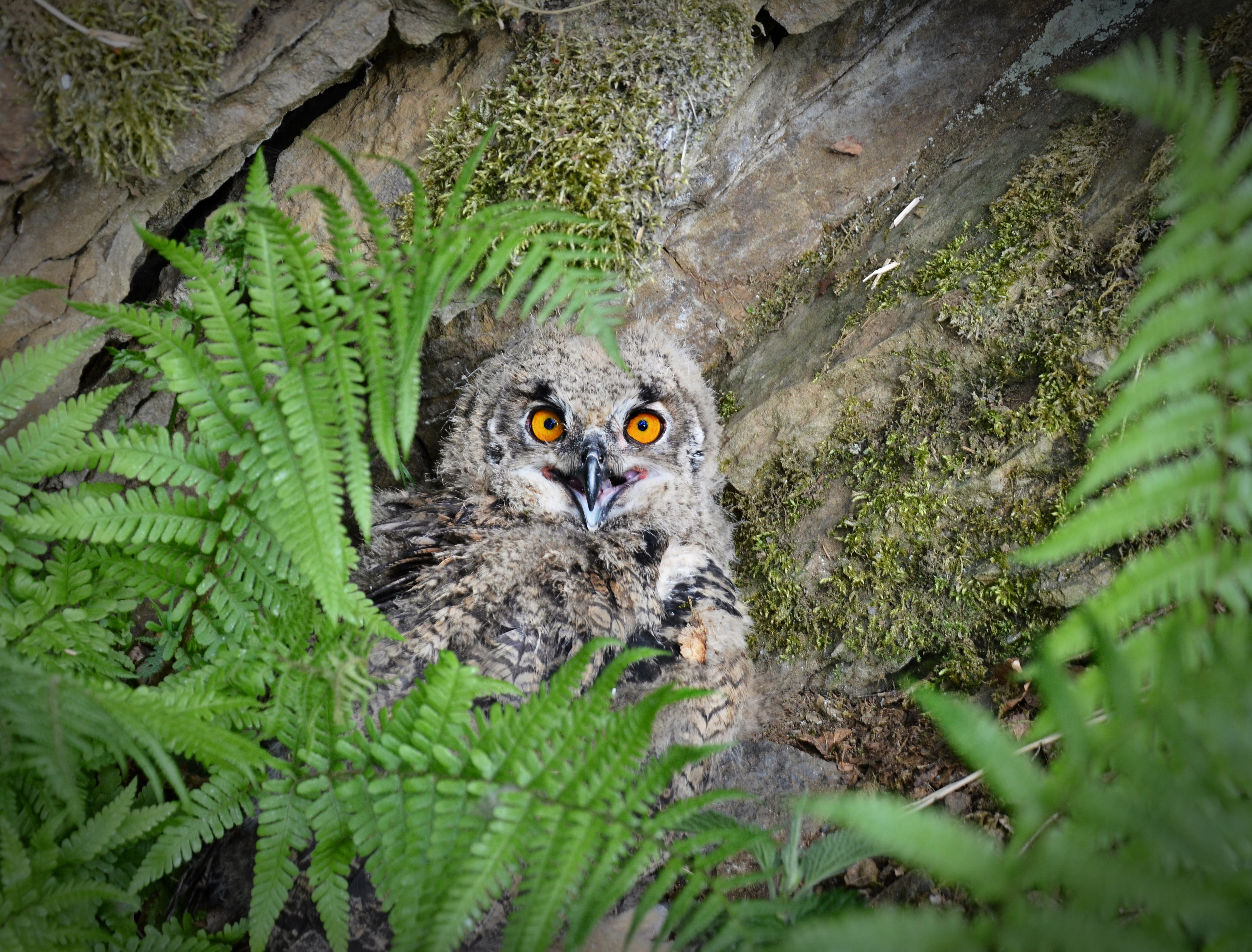
Uhuküken in der Nistmulde

Vor allem durch menschliche Verfolgung war der Uhu in Mitteleuropa weitgehend auf die Mittelgebirge sowie die Alpen beschränkt. Inzwischen wird zunehmend das Flachland wiederbesiedelt. Das typische Jagdrevier bzw. Streifgebiet hat im Durchschnitt eine Größe von 40 Quadratkilometern. In seinem Verbreitungsgebiet zeigt der Uhu, wie stark er sich den unterschiedlichen Gegebenheiten seines Lebensraumes anpassen kann. Uhus leben in nahezu baumlosen Wüstengebirgen und Steppen, in den lichten borealen Nadelwäldern sowie in subtropischen Breitengraden. Sie sind auch an Meeresküsten zu finden.
Das für den Uhu ideale Jagdrevier ist abwechslungsreich strukturiert und durchzogen von Hecken, Gewässern und Feldgehölzen sowie offenen Feldflächen. Während Uhus den engeren Bereich rund um das Nest verteidigen, gilt dies nicht für ihr Jagdrevier. Dieses überlappt sich zum Teil mit dem benachbarter Individuen. In Lebensräumen, die optimale Bedingungen bieten, kann die Besiedlung durch Uhus sehr dicht sein. So wurden beispielsweise in Südfrankreich auf einer Fläche von 140 Quadratkilometern 28 Brutpaare gezählt.

### Brutplatz
Der Uhu ist inzwischen in Mitteleuropa vor allem ein Felsbrüter. Er nistet gerne in Felswänden, Nischen und Felsbändern. Gut geeignete Brutplätze sind häufig über Generationen von Uhus besetzt. Zahlreiche ehemalige und aktuelle Brutplätze tragen deshalb Namen wie Uhufelsen, Uhuwand, Uhuturm, Eulenwand, Uhulegge und Schuwutt.
Der Uhu nutzt als Brutplatz auch von Menschen geschaffene Steinbrüche – in Deutschland befanden sich 2005 64 Prozent der Brutplätze in solchen sogenannten „sekundären Brutbiotopen“. Dabei wird sogar häufig in noch in Betrieb befindlichen Steinbrüchen gebrütet. Voraussetzung ist allerdings, dass der unmittelbare Brutbereich nicht gestört wird. In betriebenen Steinbrüchen kommt es zu einzelnen Brutverlusten durch die Abbautätigkeit. Untersuchungen zeigten jedoch, dass die Reproduktion in betriebenen und stillgelegten Steinbrüchen praktisch identisch ist.
In Regionen, in denen keine Felsen zur Verfügung stehen – wie beispielsweise in Schleswig-Holstein – brütet der Uhu häufig auch am Boden oder in verlassenen Greifvogelhorsten, meist in Mäusebussard- oder Habichthorsten. Bis ins 18. Jahrhundert gab es auch häufig Gebäudebruten an Ruinen und Kirchen. Seit 1975 kommt es in zunehmendem Maße zu Bauwerksbruten. Neben Ruinen und Kirchen werden vor allem auch Industriebauwerke genutzt.

## Verhalten

### Ruhe- und Komfortverhalten
Den Tag verbringen Uhus geschützt in Baumkronen, Felsnischen oder Strauchwerk sitzend. Meistens sitzen Uhus aufrecht auf ihren Ruheästen. Gelegentlich legen sie sich jedoch auch schräg mit dem Brustbein auf einen starken Ast. Wie nahezu alle Eulenarten nehmen Uhus gerne ein Sonnenbad, zu dem sie sich mitunter flach auf den Boden legen. Auch im Regen zeigen sie eine Komforthaltung, bei der sie ihre Flügel auffächern und ihr Körpergefieder sträuben. Beim Sandbaden schaufeln sie Sand mit ihren Flügeln auf Nacken und Rücken.

### Tarnen und Drohen

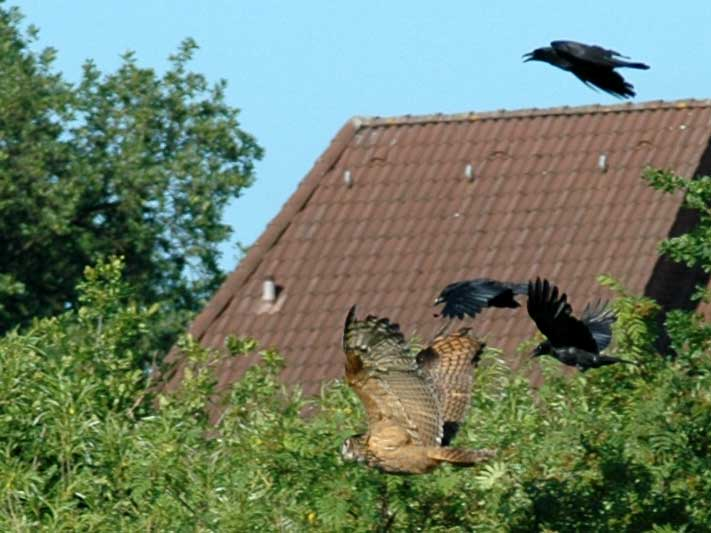
Drei Rabenkrähen hassen auf einen Uhu

An ihren Ruheplätzen tarnen sich Uhus mit steil aufgerichteten Federohren und zu schmalen Schlitzen verengten Augen. Damit verbergen sie ihre auffälligen Gesichtskonturen mit den großen Augen auch gegenüber Tagvögeln, die auf einen tagsüber entdeckten Uhu mit aggressivem Verhalten reagieren, laut lärmend auf den entdeckten Uhu aufmerksam machen und teilweise sogar Scheinangriffe auf den nächtlichen Räuber fliegen (sogenanntes „Hassen“ oder „Mobbing“, vergleiche auch den Artikel Eulen).
Ein in die Enge getriebener Uhu sträubt das Gefieder, knappt mit dem Schnabel und faucht. Er fächert dann auch seinen Schwanz auf, bildet mit den Flügeln ein großes Flügelrad auf und vergrößert damit optisch seine Körpergröße.

### Rufe
Der Uhu verfügt über ein großes Rufrepertoire. Das Männchen lässt in der Balzzeit ein dumpfes „buho“ erklingen, das bis zu einem Kilometer weit zu hören ist. Das Weibchen antwortet auf diesen Ruf mit einem helleren „u-hu“. Häufig rufen beide Geschlechter im Duett. Während der Paarung ist vom Männchen außerdem ein erregtes „hohohoho“ und vom Weibchen ein schrilles „wiwiwiwi“ zu hören.
Zum Balzverhalten gehören auch eine ganze Reihe weiterer Laute:
Mit weich im Glissando verschmelzenden Silben „buhju“ oder „ujo“ lockt das Männchen beim „Nestzeigen“ und zur Beuteübergabe. Diese „eindringlichen“ Laute werden sowohl in rascher Folge gereiht als auch einzeln mit anderen Lautäußerungen kombiniert (z. B. Fütterungslaut). Eine verhalten-leise Serie glucksend-gackernder Silben wird vom Männchen zur Demonstration einer prospektiven Nistmulde in rascher Reihung eingesetzt (weiches „gu.dugg-gu.dugg-gu.dugg“, mit Betonung der jeweils 2. Silbe). Dieser Laut entspricht im Charakter dem Fütterungslaut („dugge-dugge“ bzw. „glugg-glugg“), mit dem das Weibchen die Nestlinge zur Abnahme von Beutestücken anregt. (Mebs, Scherzinger, S. 157)
Nestlinge rufen anfangs leise „chnää“, die Ästlinge dagegen lassen ein zischendes und raues „chau“ oder „chtscht“ hören. Ästlinge zeigen dabei eine große Ausdauer. Ihre weithin hörbaren Rufe können über Stunden erschallen.
- Reviergesang (Männchen)

## Jagdweise

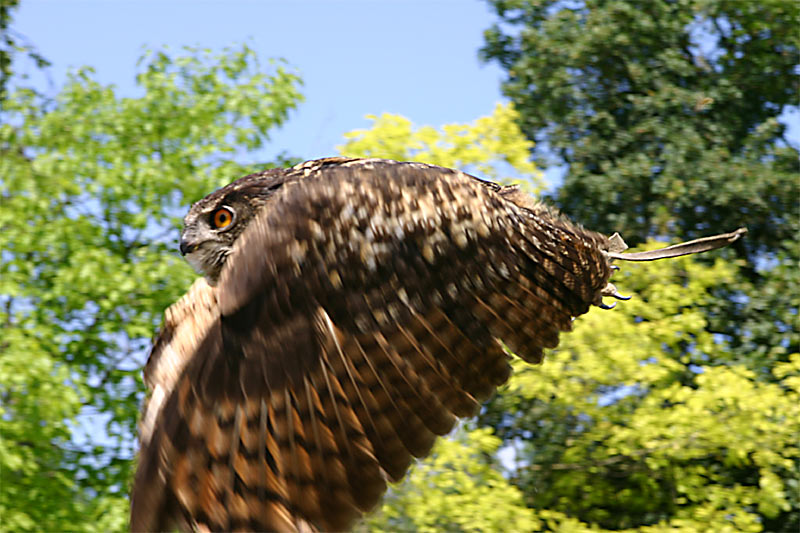
Uhu im Flug

Der Uhu ist ein nächtlicher Jäger, der sich mit der Dämmerung auf Jagd begibt, etwa nach Mitternacht eine Jagdpause einlegt und dann bis zur Morgendämmerung weiterjagt. Jagdaktivitäten während des Tages zeigt er nur während Hungerperioden.
Bei der Jagd auf bodenbewohnende Säuger kontrolliert er im Gleit- oder Ruderflug dicht oberhalb des Erdbodens sein Revier. Jagt er Vögel, fliegt er dagegen in Wipfelhöhe der Bäume. Bei der Jagd auf Vögel kann er sehr hohe Fluggeschwindigkeiten erreichen; er ist in der Lage, Raben, Krähen oder Tauben im Flug einzuholen, und ist wendig genug, um einen Vogel auch in dichtem Baumbestand zu verfolgen. Er schlägt seine Vogelbeute allerdings bevorzugt dann, wenn sie entweder nachts auf den Ästen ruht oder wenn sie durch ihn aufgeschreckt auffliegt.
Der Uhu ist auch am Boden ein geschickter Jäger, der mit weit ausholenden Schritten zu jagen vermag. Er ist in der Lage, eine flüchtende Maus am Boden laufend einzuholen. Er sucht den Boden jedoch auch nach Schnecken, Regenwürmern und anderen Wirbellosen ab. Uferbereiche und Gezeitenzonen am Meer werden von ihm nach Krebsen und Fischen abgesucht.

## Nahrung

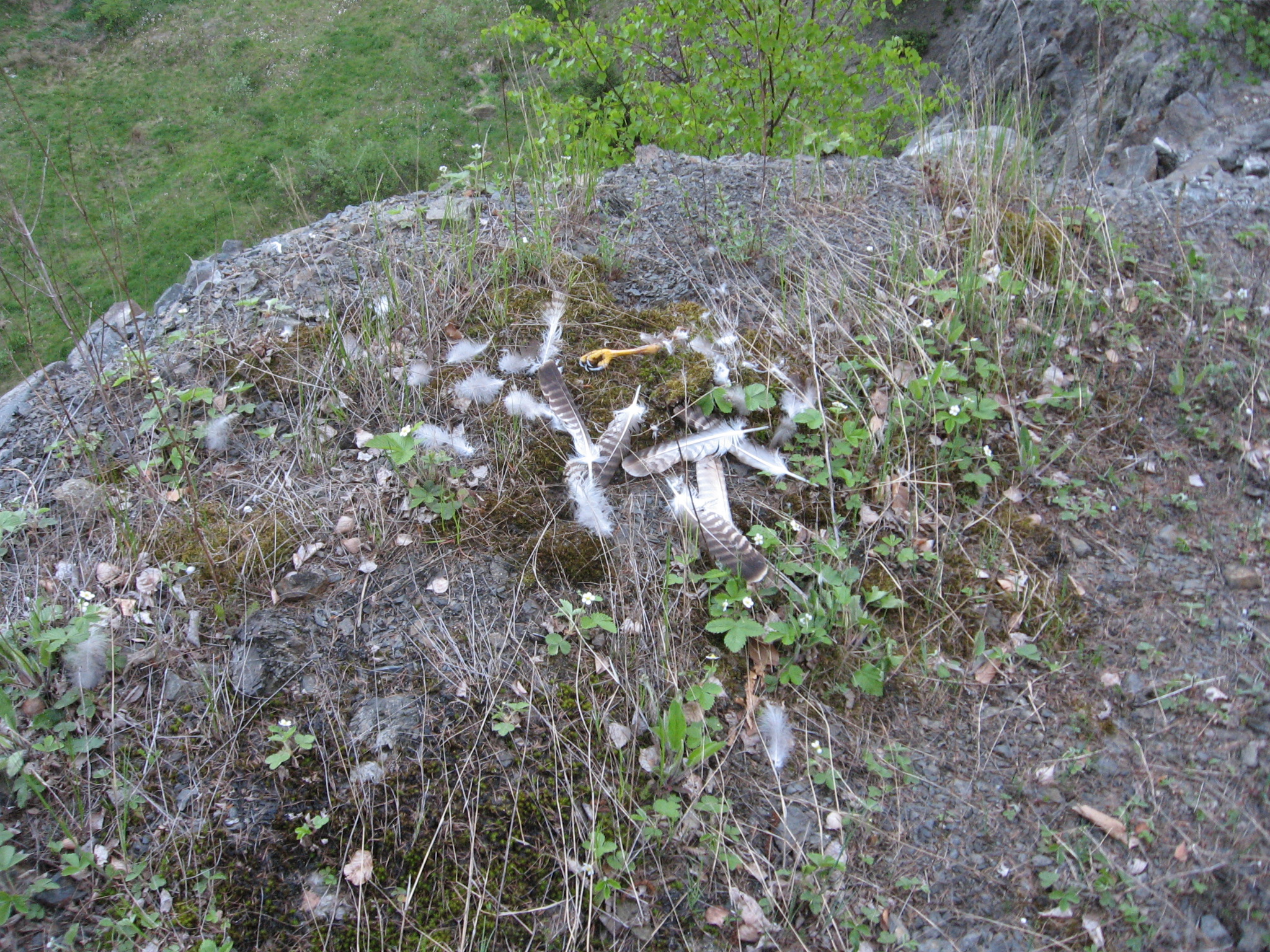
Rupfung eines Mäusebussards an einem Uhubrutplatz

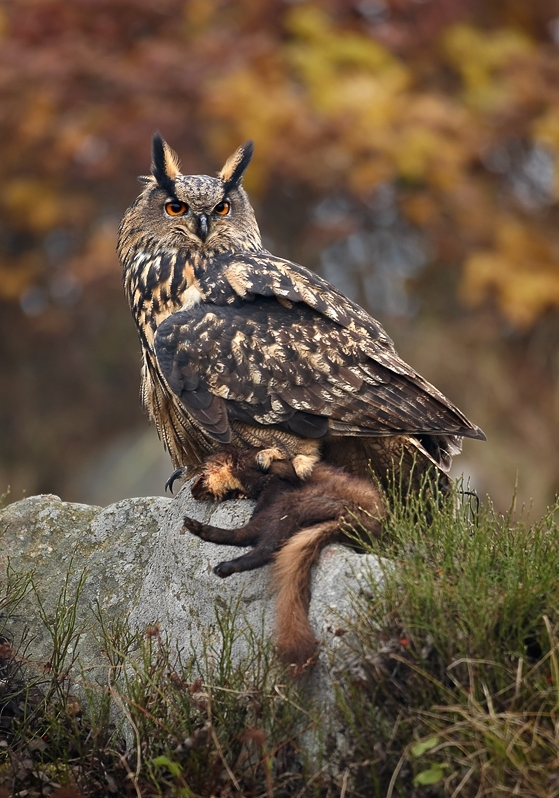
Uhu mit einem Baummarder im Fang

Uhus ernähren sich in erster Linie von kleinen bis mittelgroßen Säugern und Vögeln. Zu seiner Beute zählen in Mitteleuropa vor allem Igel, Ratten, Mäuse, Kaninchen, Feldhasen, Rabenvögel, Tauben und Enten. In seinen Gewöllen konnten mehr als 50 unterschiedliche Säugetierarten und fast 180 Vogelarten nachgewiesen werden. Das Beuteschema ist in vielen Regionen Europas umfangreich analysiert worden. Diese Analysen zeigen, dass der Uhu zwar in der Lage ist, sehr viele Tierarten zu erbeuten, aber in der Regel die Arten bejagt, die in seinem Jagdrevier besonders häufig vorkommen. So zeigen zum Beispiel Untersuchungen im Burgenland, dass mit dem allgemeinen Rückgang des Rebhuhns auch der Anteil der Rebhühner bei den von den Uhus erbeuteten Tieren zurückging.
Uhus können Beutetiere im Flug wegtragen, die bis zu zwei Drittel ihres Körpergewichts wiegen. Zu ihren Beutetieren gehören daher gelegentlich auch die bis zu 2,2 kg schwer werdenden Eiderenten, junge Frischlinge, Murmeltiere, junge Füchse oder schwache Rehkitze. Sie schlagen aber auch Graureiher, Greifvögel und andere Eulen. Zu den häufig von ihnen erbeuteten Eulenarten gehören der Waldkauz und die Waldohreule. Zumindest in Mitteleuropa werden Insekten, Amphibien und Fische nur selten gejagt. Gelegentlich gehen Uhus auch an Aas.

## Gewölle

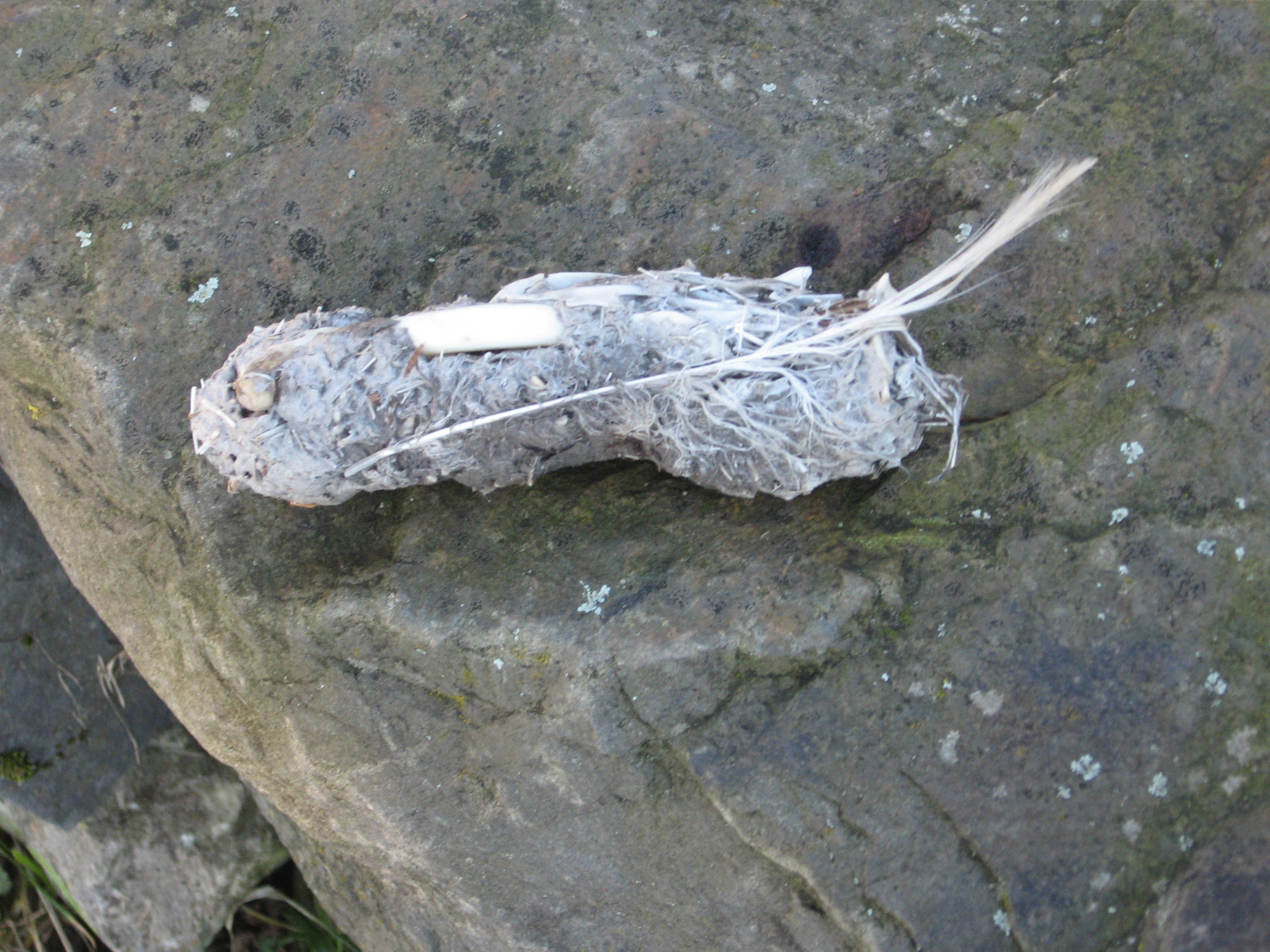
Älteres Uhugewölle von 11,7 cm Länge ohne Federüberstand

Die für den Uhu unverdaulichen mitgefressenen Beutebestandteile wie Haare, Federn, Knochen, Krallen, Schnäbel und Zähne werden in Gewöllen, auch Speiballen genannt, ausgewürgt. Teilweise finden sich auch Schädel von kleineren Beutetieren in Gewöllen. Erbeutete Igel werden zwar umgedreht und dann sozusagen ausgeschält, so dass am Ende die ausgeschabte Igelschwarte mit den Igelstacheln daran übrig bleibt, trotzdem finden sich in Gewöllen auch Igelstacheln. Im Extremfall kann ein Gewölle fast ausschließlich aus Igelstacheln bestehen. Kleinere Beutetiere werden komplett verschlungen, während größere Beute gerupft (zumindest das Großgefieder) bzw. angeschnitten wird. Bei größeren Beutetieren wird zuerst der Kopf abgetrennt. So finden sich in Beutedepots in der Regel größere Beutetiere wie z. B. Wanderratten ohne Kopf. In den Gewöllen finden sich häufig Teile größerer Knochen, die zerbissen oder durchgebrochen wurden. Wegen ihrer Größe sind Uhugewölle eigentlich unverwechselbar. Sie haben eine Länge von 4,3 bis 12,9 cm, im Mittel 7,2 cm und einen Durchmesser von 1,9 bis 4,4 cm, im Mittel 3,4 cm.

## Fortpflanzung

### Balz
Im September beginnt die Herbstbalz der Uhus. Nun sind Altpaare wieder im direkten Umfeld ihres Brutplatzes zu finden, und neue Paare finden sich zusammen. Die Herbstbalz geht von September bis November. Sofern kein harter Wintereinbruch erfolgt, kann die Herbstbalz nahtlos in die eigentliche Balz übergehen. Die Balz endet nach Brutbeginn der Uhus. Männchen, die noch keine Partnerin haben, rufen sehr ausdauernd und intensiv. Intensives Rufen hat man auch bei Uhuweibchen festgestellt, deren Partner verstorben ist und die im ursprünglichen Revier allein zurückblieben. Einzeluhus in einem Revier können bis zum Juni intensiv rufen.
Zum Balzverhalten gehört es auch, dass das Männchen versucht, das Weibchen mit Lock- und Fütterungslauten zum ausgewählten Nistplatz zu locken. Nimmt das Weibchen den Nistplatz an, beginnt das Männchen das Weibchen mit Beute zu versorgen, und zwar häufig schon Wochen vor dem eigentlichen Brutbeginn. Jedes 5. Uhupaar schreitet allerdings nicht zur Brut – das kann beispielsweise auf nicht ausreichend vorhandene Beute zurückzuführen sein.

### Brut

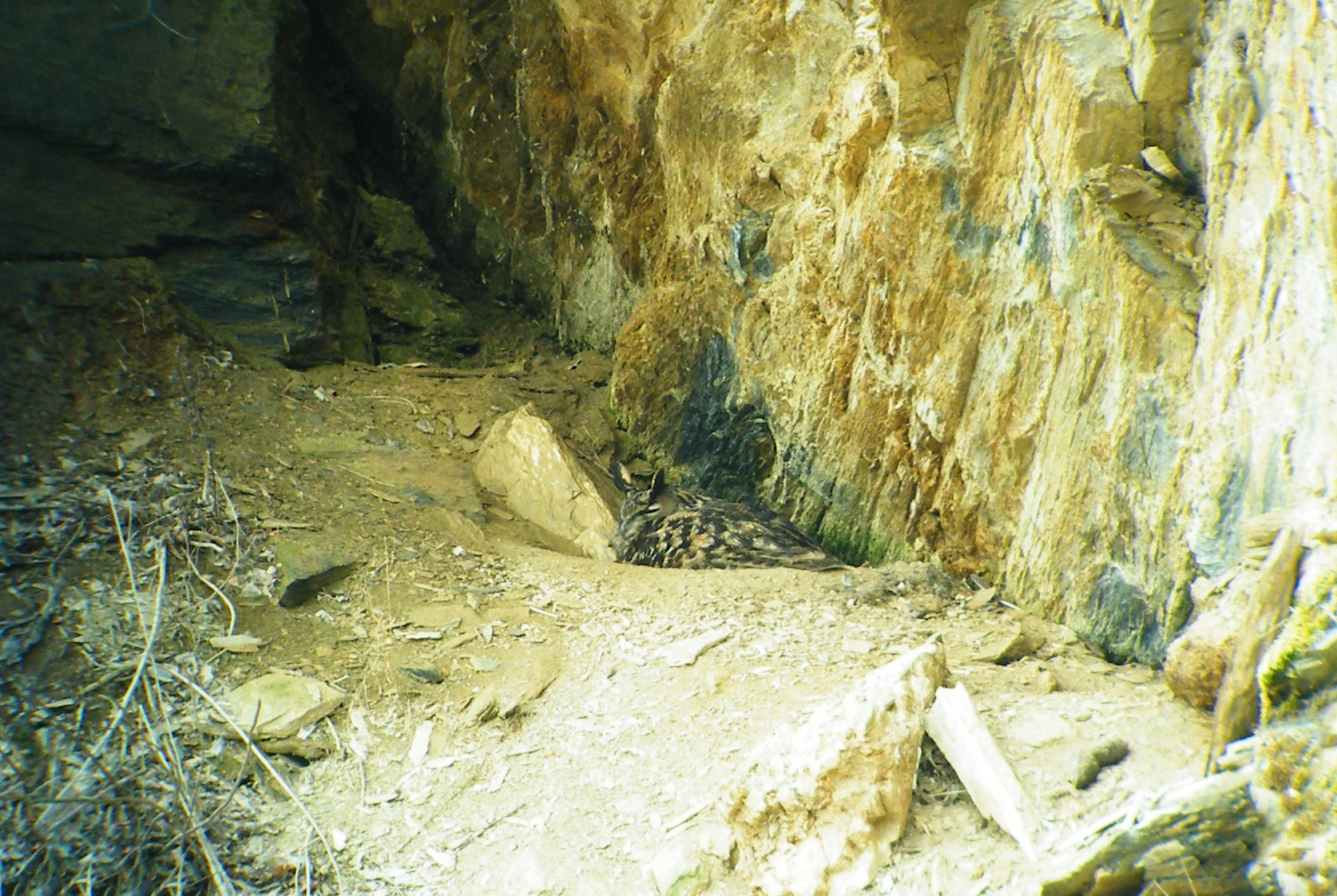
Brütendes Weibchen

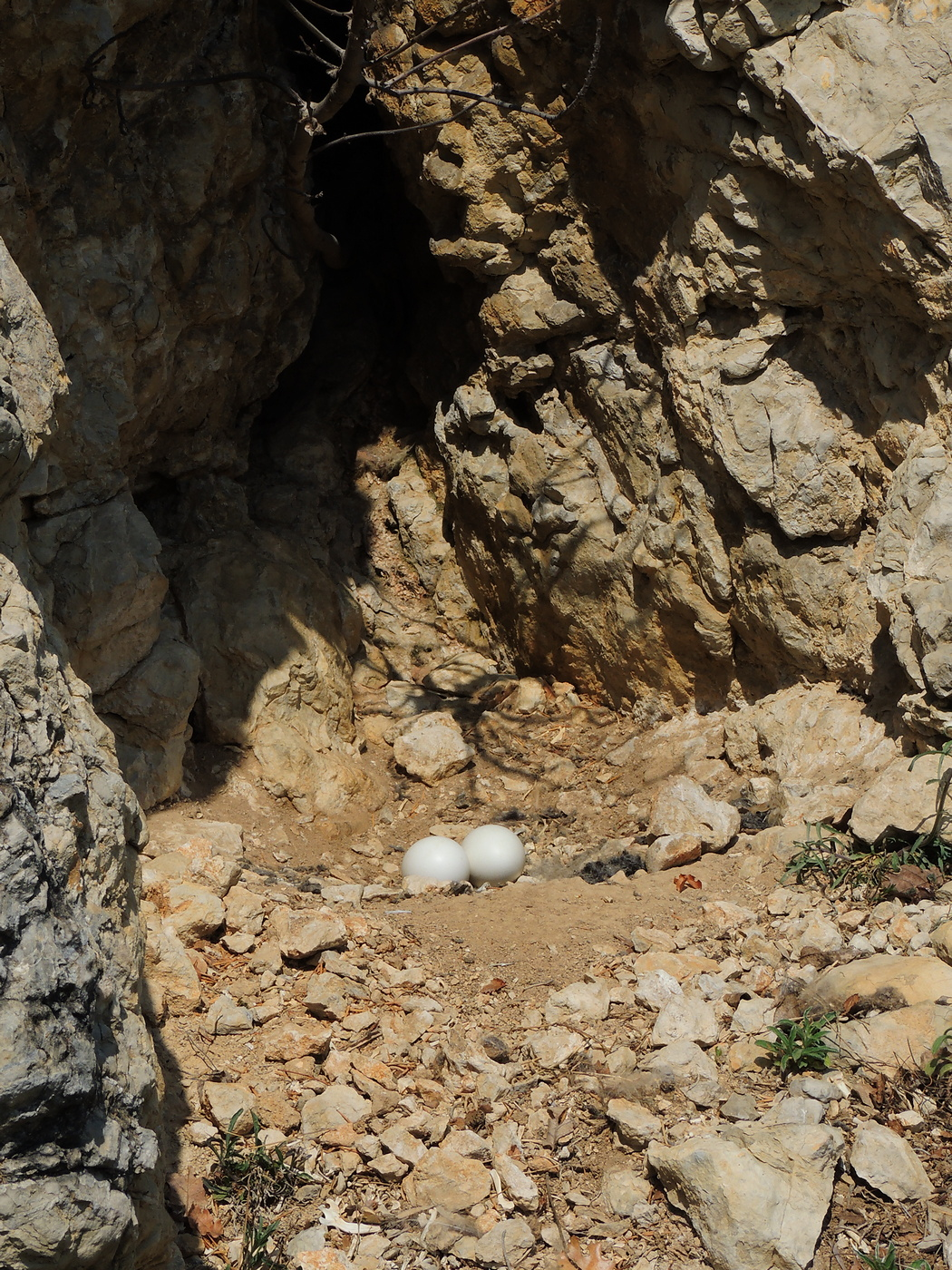
Uhugelege

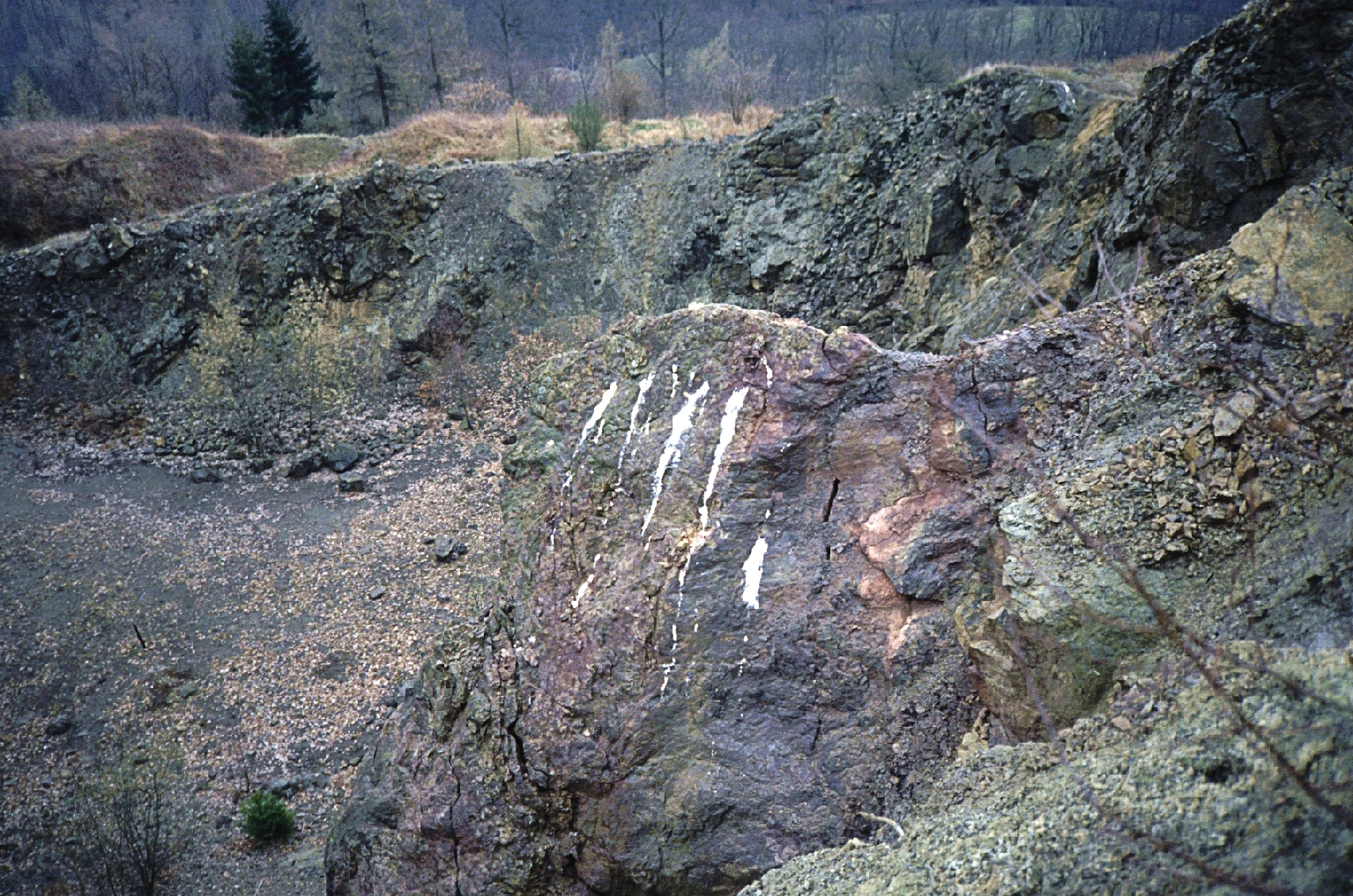
Brutschisse eines Uhuweibchens

Ab Dezember werden von Uhupaaren Brutmulden an möglichen Brutplätzen gescharrt. Ab dieser Zeit jagt das Weibchen nicht mehr und wird vom Männchen mit Nahrung versorgt. Die ersten Uhus beginnen in Mitteleuropa Ende Februar zu brüten. Die meisten Uhus beginnen im März zu brüten. Der Rest der Brutpaare folgt im April. Wenn ein Gelege zu Anfang der Brutzeit verloren geht, kann es zu einem Nachgelege kommen.
Ein Gelege besteht meist aus zwei bis drei, gelegentlich vier, ausnahmsweise aus einem oder fünf Eiern, die im Abstand von drei bis vier Tagen gelegt werden und vom Weibchen allein bebrütet werden. Da das Uhuweibchen während Brutpausen immer nur an wenige Stellen zur Kotabgabe fliegt, fallen diese durch die sogenannten Brutschisse auf. Untersuchungen von Wissenschaftlern des staatlichen Forschungsinstituts CSIC in Südspanien deuten darauf hin, dass Uhus anscheinend ihren Kot und die Federn von Beutetieren dazu nutzen, das Revier um ihr Nest zu markieren. Die Greifvögel markieren die Umgebung ihres Nestes vor allem in der Zeit, in der die Weibchen brüten oder die Jungen einen besonderen Schutz benötigen. Die Küken schlüpfen nach 34 Tagen. Der Schlupf eines Uhukükens kann bis zu 24 Stunden dauern. Die frisch geschlüpften Uhus tragen ein weißliches Daunenkleid und wiegen durchschnittlich 60 Gramm. Im Alter von sechs Tagen sind die Nestlinge erstmals in der Lage, auf ihren Fersen zu hocken, mit 16 Tagen können sie bereits stehen. Der Zeitpunkt, zu dem die Nestlinge die Nistmulde verlassen und damit zu Ästlingen werden, ist vom Brutplatz abhängig. In geschützten Felsnischen verbleiben die Junguhus bis zu 10 Wochen; liegt die Nistmulde dagegen am Boden, wandern die Jungen bereits mit 3,5 Wochen ab. Sicher gehen, springen und klettern können Uhujunge allerdings erst mit vier bis fünf Wochen. Im Alter von 8 Wochen beginnen die Junguhus mit dem Fliegen. Die Eltern versorgen ihre Nachkommenschaft bis zu einem Alter von etwa 5 Monaten. Das erste Lebensjahr überleben jedoch durchschnittlich nur drei von 10 Junguhus.

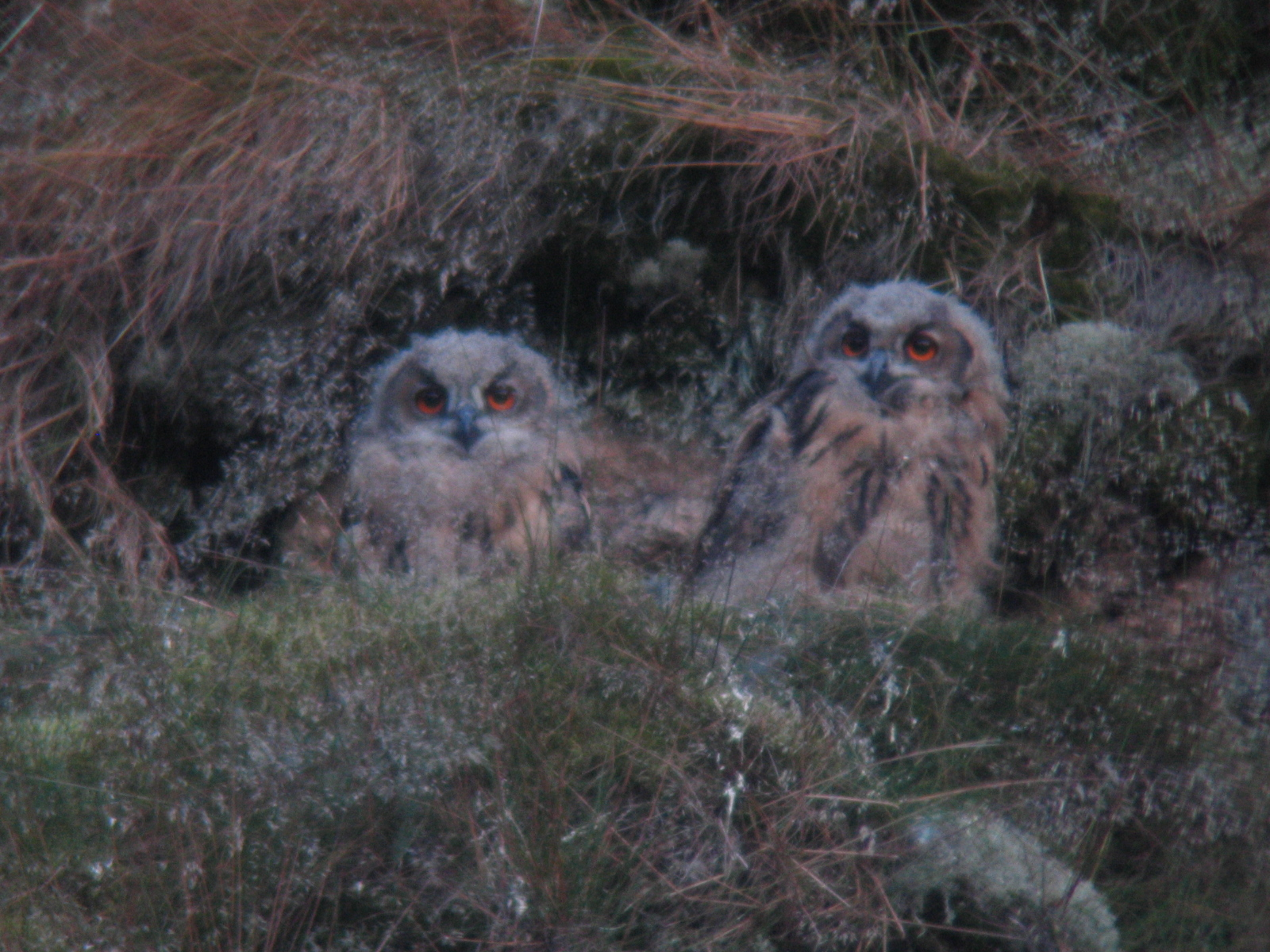
Zwei Junguhus an den Bruchhauser Steinen

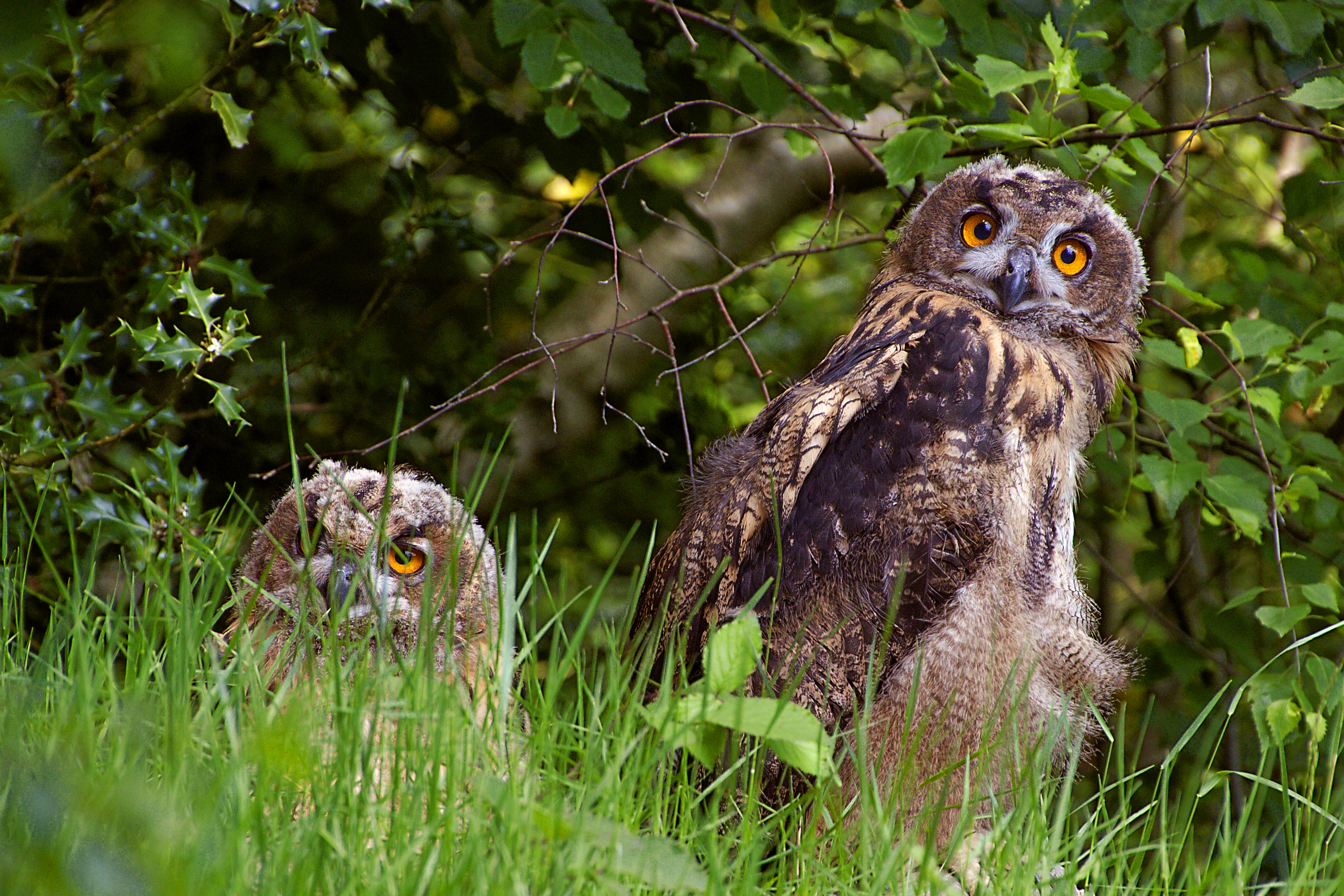
Jungtiere

## Fressfeinde und Lebenserwartung
Einem ausgewachsenen, gesunden und flugfähigen Uhu werden andere Beutegreifer nur in Ausnahmefällen gefährlich. Nur Steinadler schlagen öfter juvenile und adulte Uhus am Brutplatz. Aber auch Seeadler, Steppenadler und Habichtsadler können Uhus erbeuten. Gefährdet sind dagegen Junguhus. Füchse, Marder und Waschbären beispielsweise fressen Junguhus, sofern sie diese an ihren Brutplätzen erreichen können. Zu den Schutzmaßnahmen, die zur Bestandserhaltung ergriffen werden, gehörte früher auch die Absicherung von Brutplätzen in Steinbrüchen gegen den Zugriff von Füchsen. Bei den gelegentlich vorkommenden Bodenbruten sind die Gelege sowie die Küken auch durch Wildschweine gefährdet.
Wenn auch die Sterblichkeitsrate der Junguhus während ihres ersten Lebensjahres 70 % beträgt, können die Uhus, die diese kritische Phase überleben, ein beachtliches Lebensalter erreichen. Aufgrund von Beringungen konnte als maximales Lebensalter bisher 27 Jahre bei in freier Wildbahn lebenden Uhus nachgewiesen werden. Vögel in Volierenhaltung können erheblich älter werden. Der Methusalem unter den Uhus in Volierenhaltung erreichte ein Lebensalter von 68 Jahren, typisch für Volierenvögel ist hingegen ein Alter von 28 bis 34 Jahren.

## Unterarten

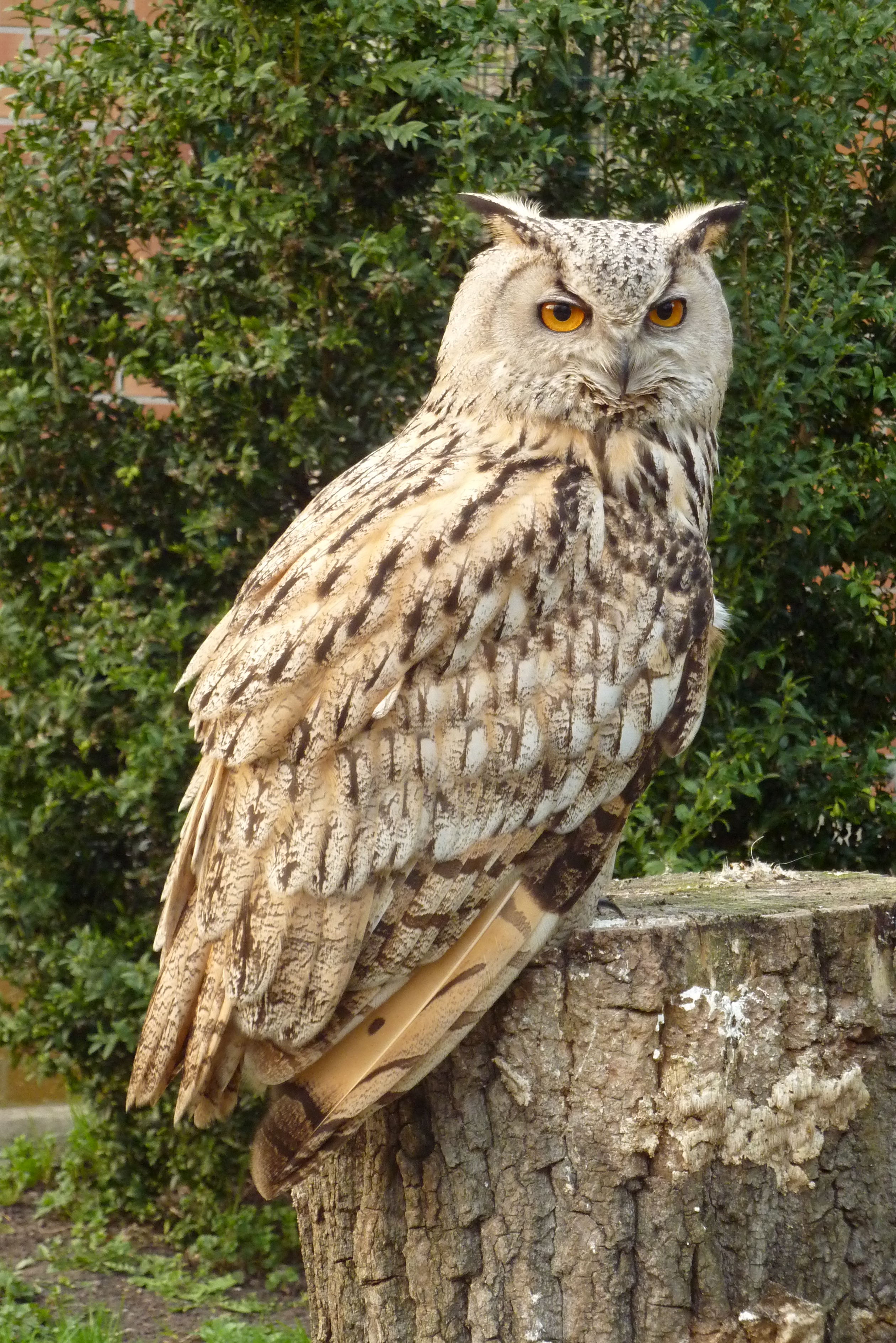
Turkmenen-Uhu

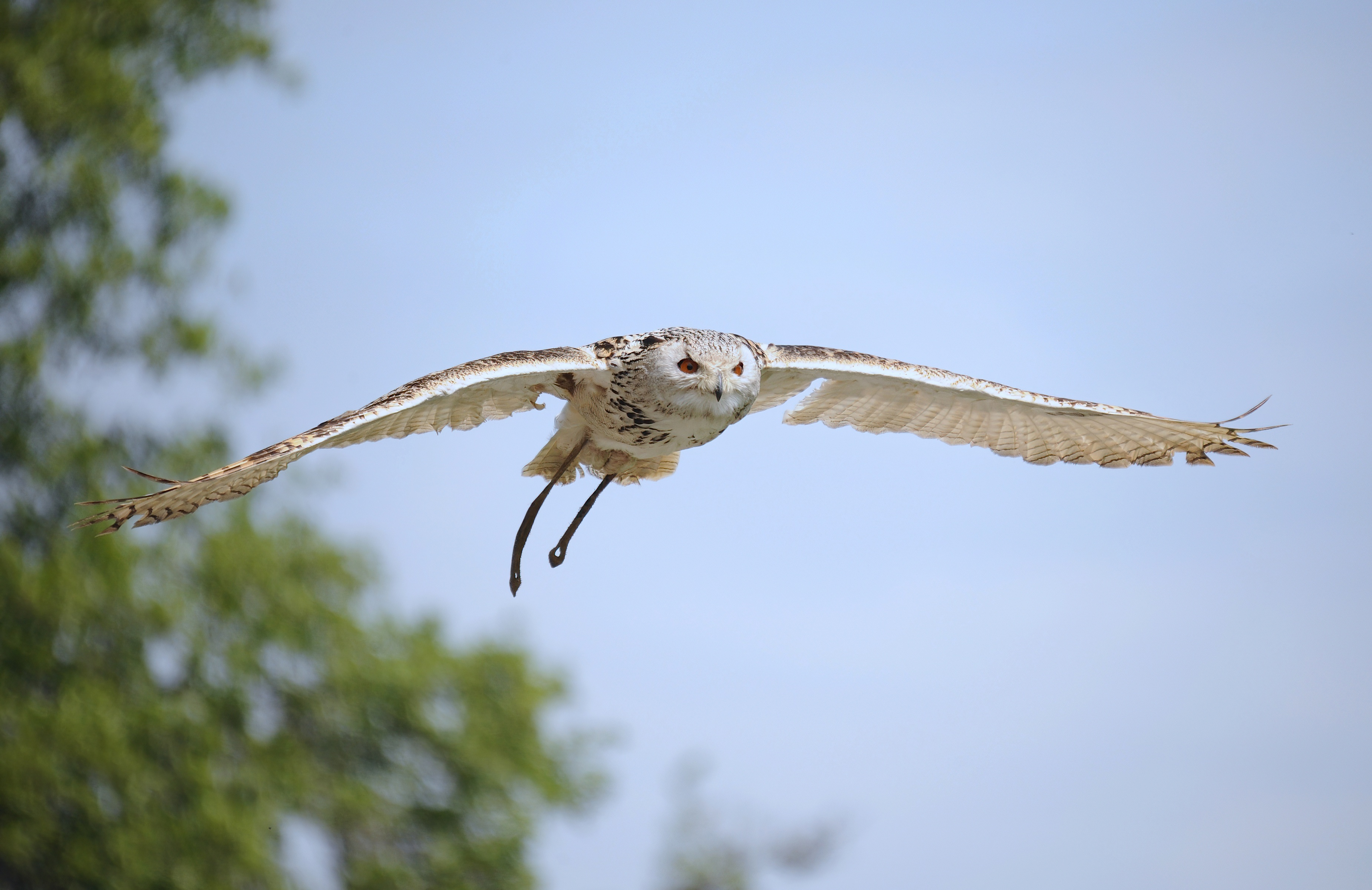
Sibirischer Uhu (Bubo bubo sibiricus) im Flug, Wildpark Poing

Innerhalb des großen Verbreitungsgebietes des Uhus haben sich eine Reihe von Unterarten ausgebildet. Verschiedene Autoren unterschieden bis zu zwanzig Unterarten, die sich in der Grundfärbung des Gefieders sowie in der Körpergröße zum Teil deutlich voneinander unterscheiden. Nach neueren Untersuchungen sowohl der Rufe als auch der DNA werden gegenwärtig 14 Unterarten unterschieden. Da in Teilen Asiens noch keine vergleichenden Untersuchungen durchgeführt wurden, ist die genaue Anzahl der Unterarten noch offen. Es stellte sich erst kürzlich heraus, dass die Unterart Bubo bubo ascalaphus, die in Nordafrika und im Nahen Osten lebt, eine separate Art (Bubo ascalaphus, Wüstenuhu oder Pharaonenuhu) darstellt. Die kleinste Unterart Bubo bubo hispanus lebt auf der Iberischen Halbinsel. Die hier präsentierte Auflistung von 14 Unterarten basiert im Wesentlichen auf König, Weick, Becking 1999. Teilweise sind die genauen Abgrenzungen der Unterarten unklar, da es Vermischungsgebiete gibt.
- B. b. bubo: Europa von den Pyrenäen bis Nordwest-Russland (Petschora) und Ukraine.
- B. b. hispanus: Iberische Halbinsel und bewaldete Bereiche des Atlasgebirge in Nordafrika.
- B. b. ruthenus: Östlich der Linie Petschora-Moskau-Wolga-Mittellauf bis West-Sibirien.
- B. b. interpositus: Moldawien, Steppenregionen der Ukraine mit Krim, Kaukasus, Kleinasien, Nordwest-Iran, Nord-Irak, Syrien und Palästina. Möglicherweise handelt es sich hier um eine eigene Art.
- B. b. sibiricus: West-Sibirien und Baschkirien zum mittleren Ob und West-Altai Gebirge. Nordwärts bis an den Rand der Taiga. Er stellt die größte Unterart des Uhus dar.
- B. b. yenisseensis: Zentral-Sibirien bis zum nördlichen Rand der Taiga.
- B. b. jakutensis: Nordost-Sibirien bis zum nördlichen Rand der Taiga.
- B. b. ussuriensis: Südost-Sibirien, Nordchina, Sachalin und südliche Kurilen.
- B. b. turcomonus: Östlich des Unterlaufs der Wolga bis zur Westmongolei. Nördlich bis zum Ural-Gebirge, südlich bis zum Kaspischen Meer und einschließlich Tarimbecken (Mittelasien).
- B. b. omissus: Turkmenien, Nordost-Iran bis Nordwestchina.
- B. b. nikolskii: Südirak, West-Iran bis Pakistan.
- B. b. hemachalana: Westchina mit Tibet und Afghanistan.
- B. b. kiautschensis: Korea und Nord-China bis zu den Provinzen Yunan und Sichuan.
- B. b. swinhoei: Südostchina.

## Mensch und Uhu

### Verwendung in der Jagd

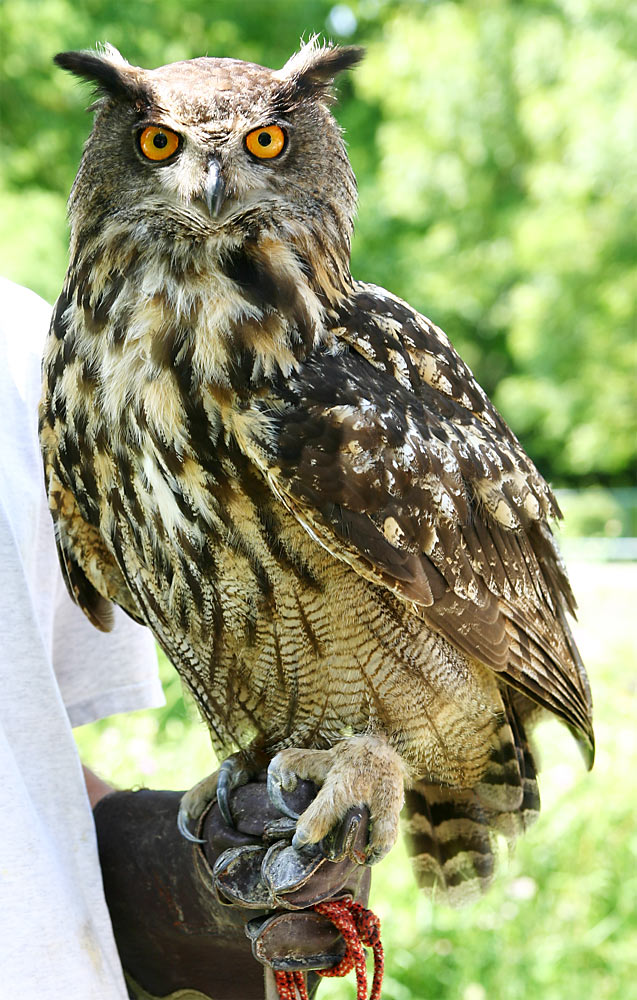
Uhu auf der Hand eines Falkners

Der Uhu weist wie die meisten anderen Eulenarten ein optisches Erscheinungsbild auf, das von anderen Vögeln erkannt wird. Auf tagsüber im Versteck entdeckte Eulen reagieren Vögel mit einem eindeutigen Aggressionsverhalten und versammeln sich in der Nähe eines Verstecks einer Eule, hassen durch lautes Rufen auf den Fressfeind und fliegen teilweise sogar Angriffe.
Der Mensch hat sich dies immer wieder zunutze gemacht. Eine der am häufigsten zu solchen sogenannten Hüttenjagden verwendeten Eulenarten war der Uhu. Zur Hüttenjagd wurde der Uhu in der Regel auf einem Baumstumpf vor dem Versteck des Jägers angepflockt. Mit dem Uhu als Lockvogel wurden beispielsweise Krähen und Greifvögel gejagt. Jäger zahlten daher attraktive Preise für lebend gefangene oder ausgehorstete Uhus, was in einigen Regionen dazu führte, dass die Uhubestände dramatisch zurückgingen.

### Veränderung der Wertschätzung des Uhus
Bis ins 20. Jahrhundert hinein galt der Uhu als Jagdschädling, der zu bekämpfen sei. Man sah in ihm einen Jagdkonkurrenten, der jagdlich attraktive Tiere wie Fasan, Feldhase und Reh zur Beute hatte. Zum Ende der 1930er Jahre war der Uhu aufgrund der intensiven Bejagung und der Aushorstung von Junguhus für die Hüttenjagd in weiten Bereichen seines vormals besiedelten Gebietes in Mittel- und Westeuropa nahezu vollständig ausgerottet.
Die meisten Jäger haben inzwischen ein wesentlich realistischeres Bild vom Beuteschema eines Uhus und von seiner Rolle in einem intakten Ökosystem. Dies hat ergänzend zu gesetzlichen Schutzmaßnahmen erheblich zur Wiederansiedelung von Uhus in den zeitweilig uhufreien Regionen beigetragen.

### Gefährdungsursachen

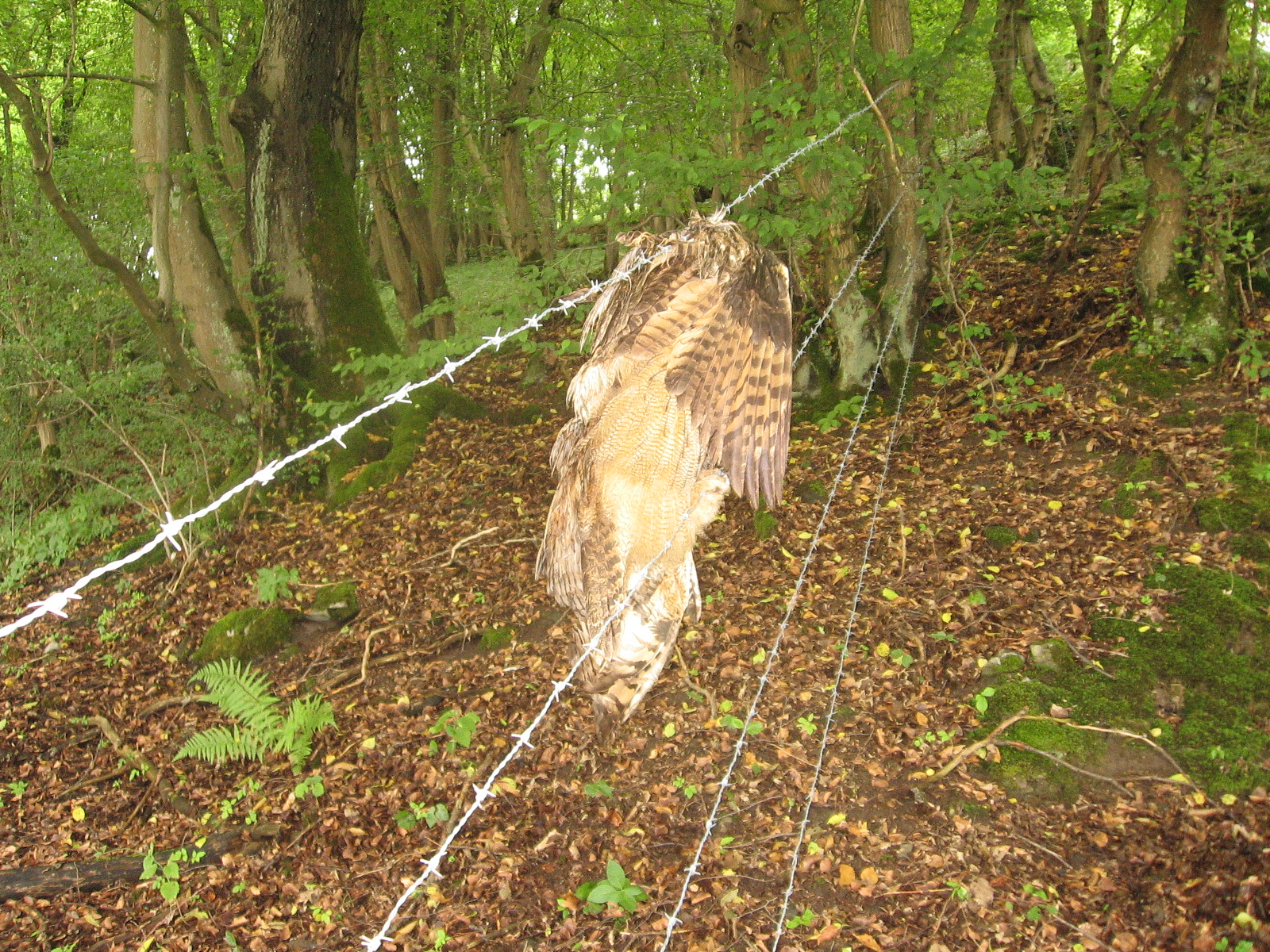
Im Stacheldraht umgekommener Uhu im Sauerland

Die Gesellschaft zur Erhaltung der Eulen erstellte 2009 eine nicht-repräsentative Statistik zu den Todesursachen von 1667 adulten beringten Uhus, die im Zeitraum 1965 bis 2008 in sechs Bundesländern gefunden wurden. 26 Prozent der Uhus erlitten einen Stromschlag (vgl. Vogelschlag) an einer Mittelspannungsleitung und 6 Prozent an einer Oberleitung der Bahn.
§ 41 des Bundesnaturschutzgesetzes hat die Netzbetreiber verpflichtet, bis 2012 die vorhandenen Masten und Bauteile so umzurüsten, dass Vögel vor Stromschlag geschützt sind. Für die Oberleitungen der Bahn gilt die Umrüstungspflicht jedoch nicht. In der Schweiz sind bei neuen Freileitungen ausschließlich vogelsichere Konstruktionen zulässig. Eine Sanierung bereits bestehender Strommasten ist jedoch nur erforderlich, wenn von ihnen «für Mensch und Umwelt eine drohende Gefahr» ausgeht. In anderen Ländern mit Uhuvorkommen gibt es keine gesetzliche Umrüstpflicht für Mittelspannungsmasten; sogar neu errichtete Mittelspannungsmasten brauchen nicht vogelsicher zu sein. Verlustursache Nummer zwei war der Verkehr mit fast 30 Prozent. Davon entfielen knapp 24 Prozent auf Straßen und 5 Prozent auf Bahntrassen. Die an Straßen- und Bahntrassenrändern vorhandenen Saumhabitate und teilweise ein erhöhtes Aufkommen von Abfällen führen zu größeren Nagervorkommen. Uhus können mit Fahrzeugen kollidieren oder von ihren Luftwirbeln erfasst werden, wenn sie jagen, eine Verkehrstrasse überfliegen oder frischtote Tiere auf einer Straße oder Bahnstrecke aufnehmen.
Weitere 10 Prozent der Uhus wurden als sogenannte Drahtopfer gefunden, meist verfangen an Stacheldraht. Vereinzelt sind tote Uhus an Windkraftanlagen gefunden worden.
Auch in der Schweiz sind Stromschläge mit rund einem Drittel die häufigste nicht-natürliche Todesursache der Uhus.

### Wiederansiedlungen durch den Menschen

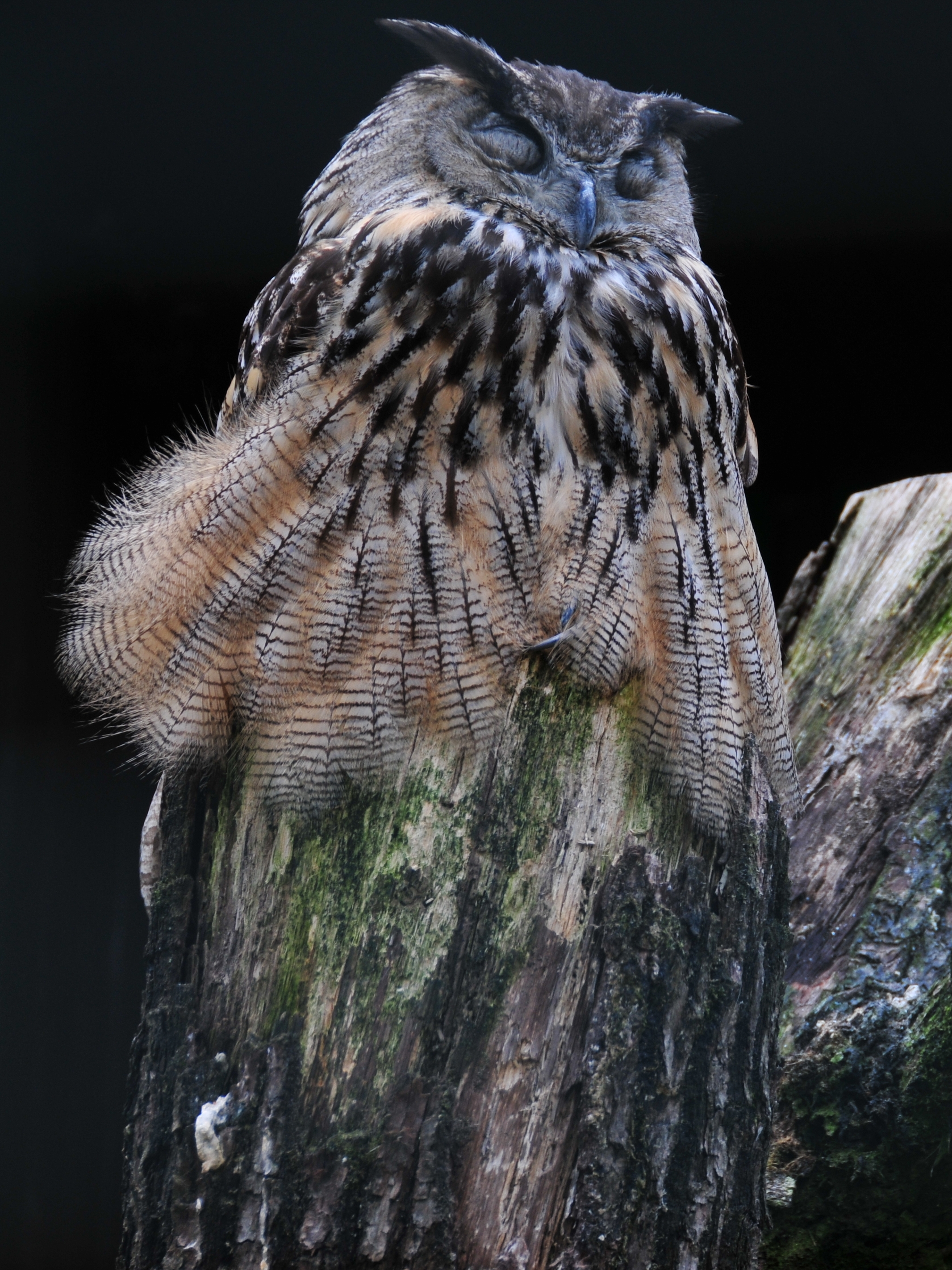
Uhu auf einem Baumstumpf

In einigen Regionen wurde der Uhu durch Auswilderung gezüchteter Individuen wieder heimisch gemacht, beispielsweise im Harz und in der Eifel.
Zur Auswilderung werden unterschiedliche Methoden genutzt. Eine der erfolgreichsten Methoden, die zur Verstärkung von Restpopulationen genutzt wird, ist die sogenannte Adoptionsmethode, bei der nicht erfolgreich brütenden Uhus Eier oder Jungvögel untergeschoben werden. Die jungen Uhus wachsen dann unter natürlichen Bedingungen auf und weisen keine Fehlprägungen durch eine Aufzucht in menschlicher Obhut auf.
Zur Besiedelung neuer Gebiete hat es sich bewährt, wenn Uhus bei ihren Elternvögeln in Gehegen in der Region aufwachsen, die sie später besiedeln sollen. Sie werden dann direkt aus dem Zuchtgehege freigelassen. Diese Methode wurde besonders im Bayerischen Wald erfolgreich angewendet, wo Auswertungen verschiedener Wiederansiedelungsweisen zeigten, dass diese Methode am ehesten sicherstellt, dass die Junguhus im Gebiet verbleiben.

### Schutzmaßnahmen

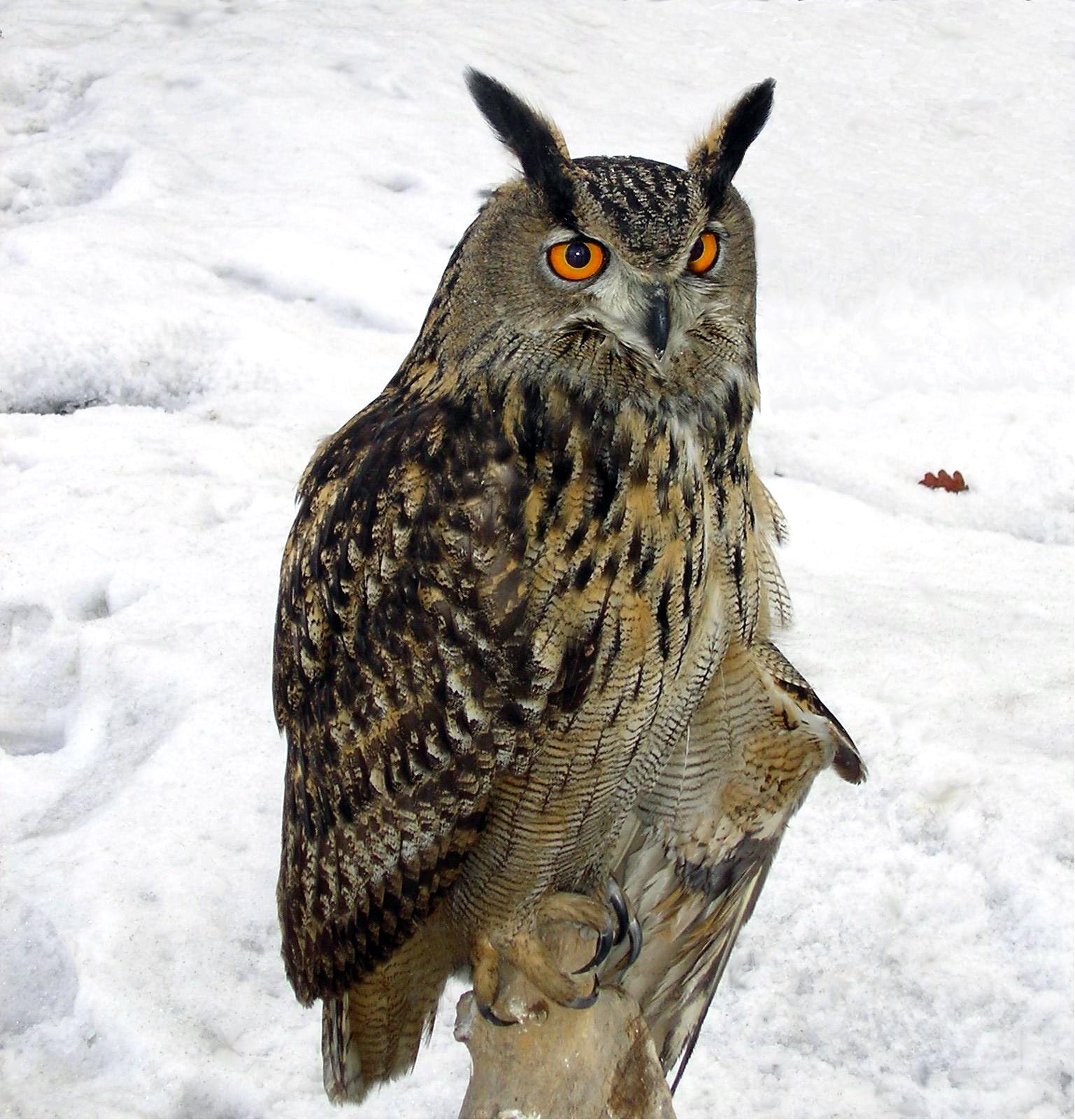
Uhu im Winter

Die wichtigste Maßnahme zur Erhaltung der Uhubestände ist der Erhalt vielfältig strukturierter Landschaften. Eine weitere Komponente ist die Verhinderung von Störungen während der Brut, die zur Brutaufgabe führen können.
Naturfelsen und Steinbrüche mit Brutvorkommen können als Naturschutzgebiet (NSG) oder Naturdenkmal (ND) geschützt werden, um Brutmöglichkeiten zu erhalten. In einigen Bundesländern ist dies eine gängige Praxis.
Möglichen Brutstörungen durch Klettersportler wird durch Konzepte zum naturverträglichen Klettern (Kletterkonzeptionen) begegnet. Dazu wurde z. B. vom Deutschen Alpenverein im Jahr 1991 die „Kommission Klettern und Naturschutz“ gegründet, die zusammen mit Behörden und Naturschutzverbänden Nutzungsregelungen bis hin zu Felssperrungen erarbeitet.
Zu den Schutzmaßnahmen, die gezielt dem Uhu dienten, gehörte früher die Horstbewachung, die verhinderte, dass brütende Uhus an ihrem Brutplatz gestört werden. Bei einem Brutbestand von ca. 1500 Brutpaaren (2008) ist dies nicht mehr notwendig und wurde deshalb eingestellt.

### Kulturgeschichtliches
Im Volkslied Die Vogelhochzeit wird der Uhu erwähnt, doch ist dies kulturgeschichtlich eher die Ausnahme. Sagen und Märchen erzählen meist unspezifisch von Eulen und unterscheiden selten zwischen den einzelnen großen Eulenarten. Auch Shakespeare erwähnt Eulen, verzichtet aber gleichfalls darauf, die Art zu benennen. Aus diesem Grund sind die kulturgeschichtlichen Besonderheiten im Artikel über Eulen erwähnt.
Martin Luther erwähnt in seiner Übersetzung des Alten Testaments den Huhu (3. Mose 11, 17) bzw. den Uhu (5. Mose 14, 16) als eine der unreinen Vogelarten, die nicht verzehrt werden sollen. Einige andere Übersetzungen sprechen in diesen Reinheitsgeboten statt vom Uhu von anderen Eulenarten; auch die Reihenfolge der genannten Tiere variiert von Übersetzung zu Übersetzung.
Der Name des 1932 auf den Markt gebrachten und nach dem Vogel benannten Kunstharzklebstoffs Uhu bezieht sich nicht auf spezielle Eigenschaften des Uhus. Die Benennung von Markenartikeln nach Vogelarten war in der deutschen Schreibwarenbranche damals weit verbreitet, nachdem die 1896 nach dem Wappentier eines Unternehmers benannte Marke Pelikan sehr erfolgreich war. Der Uhu wurde ausgewählt, da er im Produktionsstandort Bühl nahen Schwarzwald heimisch war.
Le Grand-duc (Toter Uhu) ist ein Werk des französischen Malers Édouard Manet. Das Bild zeigt einen toten, kopfüber an einer Bretterwand hängenden Uhu als Jagdtrophäe.

### Haltung von Uhus im Zoo
In Europa wird in 500 Zooeinrichtungen der Europäische Uhu gehalten. Davon entfallen 188 Zooanlagen auf Deutschland, 20 auf Österreich und 12 auf die Schweiz.

### Vogel des Jahres
Am 1. Oktober 2004 wurde der Uhu von den Partnerorganisationen von BirdLife International, dem Naturschutzbund Deutschland und BirdLife Österreich, zum Vogel des Jahres 2005 in Deutschland und Österreich gekürt, ebenso 2008 von der Norsk Ornitologisk Forening in Norwegen und 2009 in Armenien.